# Nick Lowe
Nicholas "Nick" Drain Lowe, född 24 mars 1949 i Walton-on-Thames i Surrey, är en brittisk singer/songwriter, basist, gitarrist och producent. Han var 1979–1990 gift med Carlene Carter. Han är även känd som "Jesus of Cool" och "Basher". Han bor i Brentford utanför London.

## Karriär
Lowe startade sin musikaliska bana 1967 i bandet Kippington Lodge (med bland andra vännen Brinsley Schwarz). Efter att ha släppt några singlar på skivbolaget Parlophone döptes bandet om till Brinsley Schwarz 1969. Den musikaliska inriktningen var country i kombination med pop och under åren fram till gruppens upplösning 1975 utvecklade Nick Lowe sin låtskrivarförmåga. Bland annat skrevs "(What's So Funny 'bout) Peace, Love And Understanding" och "Cruel To Be Kind" (tillsammans med Ian Gomm) under den här tiden.
Nästa band för Nick Lowe blev Rockpile 1976. Gruppen bestod förutom Lowe av Dave Edmunds, Billy Bremner och Terry Williams. Det faktum att medlemmarna var kontrakterade på olika skivbolag gjorde att de tre första skivorna med Rockpile fick släppas under namnen Nick Lowe respektive Dave Edmunds, innan gruppen slutligen 1980 kunde släppa albumet Seconds of Pleasure som gruppen Rockpile. Ironiskt nog splittrades Rockpile året därpå.
Starten på Nick Lowes solokarriär kom på det nystartade skivbolaget Stiff Records 1976. Första singeln "So It Goes" (Stiff, Buy 1) blev även Stiffs första. Lowe fungerade även som husproducent på bolaget och producerade bland annat The Damneds debutsingel "New Rose", vilken skulle komma att räknas som den första punksingeln någonsin. Han producerade även Elvis Costellos första singlar. Lowe blev dock inte kvar på Stiff Records längre än till 1977, då han och Costello följde med Jake Riviera (en av huvudägarna) till det nystartade Radar Records.
Förutom en stadig solokarriär, med ett antal mindre hits genom åren, ingick Lowe även i den kortlivade supergruppen Little Village i slutet av 1980-talet. Övriga medlemmar var John Hiatt, Ry Cooder och Jim Keltner. Resultatet blev ett enda album som möttes av blandad kritik.
Nick Lowe har med åren dragits mer åt lugn country-pop, och konserterna idag är finstämda möten med en trogen publik.

## Diskografi

### Singlar
- "So It Goes" / "Heart of the City" (1976)
- "The Bowi EP" ("Born a Woman" / "Shake that Rat" / "Marie Provost" / "Endless Sleep") (1977)
- "Halfway to Paradise" / "I Don't Want the Night to End" (1977)
- "I Love the Sound of Breaking Glass" / "They Called It Rock" (1978) - UK #7
- "Little Hitler" / "Cruel to Be Kind" (med Brinsley Schwarz) (1978)
- "American Squirm" / "What's So Funny..." (med Elvis Costello and the Attractions) (1978)
- "Crackin' Up" / "Basing St" (1979) - UK #34
- "Cruel to Be Kind" / "Endless Grey Ribbon" (1979) - UK #12
- "Burning" / "Zulu Kiss" (1982)
- "My Heart Hurts" / "Pet You + Hold You" / "Crackin' Up" / "What's So Funny" (live) (1982)
- "Ragin' Eyes" / "Tanque-Rae" (1983)
- "Half a Boy & Half a Man" (1984) - UK #53
- "I Knew the Bride" / "Darlin' Angel Eyes" (1985)

### Album
Studioalbum
- Jesus of Cool (1978, UK) (släppt 1978 i USA under titeln Pure Pop for Now People)
- Labour of Lust (1979)
- Nick the Knife (1982)
- The Abominable Showman (1983)
- Nick Lowe & His Cowboy Outfit (1984)
- The Rose of England (1985)
- Pinker and Prouder than Previous (1988)
- Party of One (1990)
- The Impossible Bird (1994)
- Dig My Mood (1998)
- The Convincer (2001)
- At My Age (2007)
- The Old Magic (2011)
- Quality Street: A Seasonal Selection for the Whole Family (2013)

Livealbum
- Untouched Takeaway (2004)
- Quality Holiday Revue (With Los Straitjackets) (2015)

Samlingsalbum
- 16 All Time Lowes (1984)
- Nick's Knack (1986)
- Basher: The Best of Nick Lowe (1989)
- The Wilderness Years (1991)
- The Doings: The Solo Years (4xCD box, 1999)
- Quiet Please... The New Best of Nick Lowe (2xCD box, 2009)

### Studioalbum med Brinsley Schwarz
- Brinsley Schwarz (1970)
- Despite It All (1970)
- Silver Pistol (1972)
- Nervous on the Road (1972)
- Please Don't Ever Change (1973)
- The New Favourites of... Brinsley Schwarz (1973)